# Anna Katharina Schönkopf
Anna Katharina Schönkopf (zwana Käthchen lub Annette) (ur. 22 sierpnia 1746 w Lipsku, zm. 20 maja 1810 tamże) była córką Christiana Gottlieba Schönkopfa, odlewnika wyrobów cynowych, w którego domu stołował się młody Johann Wolfgang Goethe w czasie swych studiów w Lipsku.
Goethe i Anna Katharina poznali się w roku 1766, a on zakochał się szaleńczo w niej od pierwszego wejrzenia. Ona była starsza od niego o trzy lata i zapewne bardziej doświadczona w igraszkach miłosnych, toteż początkowo unikała zbliżenia, zwłaszcza że ze względu na różnice statusu społecznego ich związek nie uchodziłby za poprawny. Córka rzemieślnika i syn radcy cesarskiego – w towarzystwie nie byliby tolerowani.
W tych perypetiach miłosnych zaufanym Goethego był starszy od niego o 10 lat Ernst Wolfgang Behrisch, ochmistrz na dworze hrabiego Lindenau, człowiek światowy oraz ekspert w dziedzinie poezji. Zakochany Goethe pisał niewyszukane wiersze miłosne w stylu rokoko. Te anakreontyki zebrane przez Behrischa w roku 1767 są znane jako Annette-Lieder (Annettenlieder) lub Buch Annette, wydane dopiero w 1896 r. Na wiosnę 1768 r. się rozstali, zwłaszcza że Goethe od początku wykazywał chorobliwą zazdrość, uzasadnioną albo i bez powodu. Tego rodzaju emocje przezwyciężał pisząc w 1768 r. utwór sceniczny w stylu sielanki Kaprysy zakochanego (Die Laune des Verliebten), w którym zazdrosny kochanek sam zdradza swą ukochaną i w ten sposób staje się bardziej wyrozumiały.
Dopiero w roku 1779 w książęcej letniej rezydencji Ettersburg odbyła się amatorska prapremiera Kaprysów, gdzie Goethe grał zazdrosnego pasterza, a uwiodła go (na scenie) znana aktorka Corona Schröter. Ilustrację muzyczną skomponował Karl Siegmund von Seckendorff (1744–1785). W roku 1806 sztuka ukazała się drukiem.
Anna Katharina w roku 1770 poślubiła prawnika Christiana Karla Kannego, który później został wiceburmistrzem targowego miasta Lipska. Goethe określił ją jako swą pierwszą dziewczynę w liście do ukochanej, damy dworu Charlotty von Stein.